# La Liga de 1982–83
A La Liga de 1982–83 foi a 52º edição da Primeira Divisão da Espanha de futebol. Com 18 participantes, o campeão foi o Athletic Bilbao.